# Gnamptonoma leptura
Gnamptonoma leptura is een vlinder uit de familie van de roestmotten (Heliodinidae). De wetenschappelijke naam van de soort is voor het eerst geldig gepubliceerd in 1917 door Edward Meyrick.
Meyrick richtte voor deze soort het nieuwe geslacht Gnamptonoma op. De soort werd ontdekt in Ecuador.